# 艾氏喉盤魚
艾氏喉盤魚（學名：Eckloniaichthys scylliorhiniceps）為輻鰭魚綱喉盤魚目喉盤魚科艾氏喉盤魚屬的其中一種，由詹姆斯·L·B·史密斯於1943年描述，其模式產地為南非伊戈達以東，東倫敦以西10英里（16公里），分布於東南大西洋區，從那米比亞呂德里茨至南非凱伊河海域，本魚體延長，前部平扁，後部側扁，體不被鱗，覆有粘液層，頭部側線發達，身體上側線不明顯，腹鰭喉位，與周圍的皮褶特化成一吸盤，背鰭軟條5-6枚、臀鰭軟條5-6枚，體長可達3.5公分，屬底棲性魚類，以小型甲殼類為食，生活習性不明。

## 外部連結
- 艾氏喉盤魚的圖片